# Microarthron komarowi
Microarthron komarowi är en skalbaggsart som först beskrevs av Carl August Dohrn 1885.  Microarthron komarowi ingår i släktet Microarthron och familjen långhorningar.
Artens utbredningsområde är:
- Kazakstan.
- Turkmenistan.

Inga underarter finns listade i Catalogue of Life.

## Bildgalleri

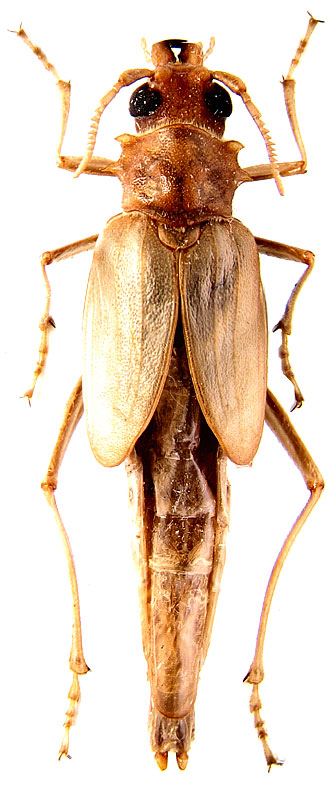
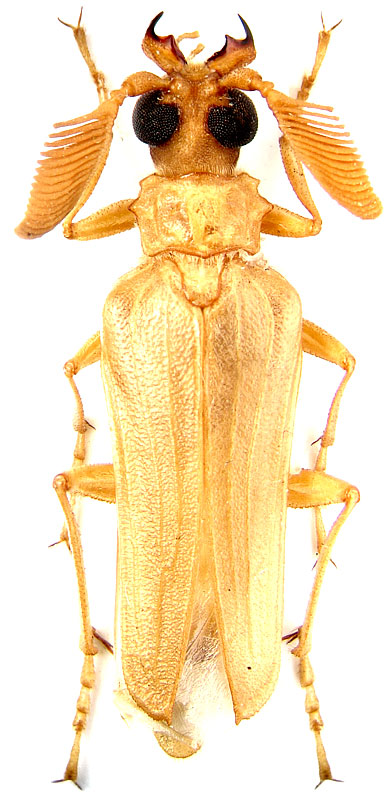